# Giovanni da Concorezzo
Giovanni da Concorezzo (altre versioni attestate del cognome sono da o de Concorregio, Concoreggio, Concorreggio; Milano, ... – ...; fl. XIV-XV secolo) è stato un medico e anatomista italiano.
Giovanni nacque intorno al 1380, discendente del beato Rinaldo da Concorezzo. Non vi sono notizie sulla sua formazione scientifica; tra 1404 e 1405 iniziò la docenza universitaria a Bologna. Il 6 agosto 1413 fu cooptato nel Collegio dei medici di Milano.
Anche la sua carriera è incerta: il Lucidarium indica trentaquattro anni di insegnamento a Bologna, non comprovati dalla documentazione dell'Università; è certo che tra 1421 e 1448 insegnò a Pavia. Non sono attendibili i testi che lo indicano come docente a Firenze e Milano.
Luogo e data della morte sono ugualmente misteriosi: sono indicati Firenze e Milano, nel 1440, o prima del 1438, o nel 1488; studi condotti sui rotuli dell'ateneo pavese ci accertano infatti che era ancora vivo tra 1447 e 1448.
Di Giovanni sono note due opere: Opus de aegritudinibus particularibus "Flos florum" vocatum (Pavia nel 1422), e Summula de curis febrium secundum hodiernum modum et usum compilata (1437); Opus de aegritudinibus è noto anche come Lucidarium o Practica nova medicinae (la seconda edizione a stampa, apparsa a Venezia nel 1501 presso Simon Bevilacqua, si intitolava Practica nova medicine Iohannis de Concoregio, Lucidarium et Flos fiorum medicine nuncupata).